# Horochów (stacja kolejowa)
Horochów (ukr. Горохів) – stacja kolejowa w miejscowości Marianówka, w rejonie łuckim, w obwodzie wołyńskim, na Ukrainie. Położona jest na linii Lwów – Łuck – Kiwerce.

## Historia
Stacja powstała w II Rzeczypospolitej. Nazwano ją od miasta powiatowego Horochowa, dla którego była i nadal jest to najbliżej położona stacja kolejowa.